# Preußische Gesetzsammlung
Preußische Gesetzsammlung ist der Oberbegriff für
- die Gesetz-Sammlung für die Königlichen Preußischen Staaten bis 1906
- die Preußische Gesetzsammlung von 1907 bis 1945.

Die Preußische Gesetzsammlung war das amtliche Verkündungsblatt für die Gesetze und anderen überregional bedeutenden Rechtsnormen Preußens. Begründet wurde sie durch die Königliche Verordnung über die Erscheinung und den Verkauf der neuen Gesetz-Sammlung vom 27. Oktober 1810 (PrGS S. 1). Ausgabeort war die Landeshauptstadt Berlin.
Weil manche Vorschriften, die in der Preußischen Gesetzsammlung verkündet wurden, noch heute gültig oder für die Beurteilung früher begründeter Rechtsverhältnisse bedeutend sind, wird in Rechtstexten häufiger darauf verwiesen. Auch rechtsgeschichtlich sind viele preußische Gesetze von Bedeutung. Verweise geschehen üblicherweise in der Form, dass der Titel des Gesetzes mit Ausfertigungsdatum genannt wird und anschließend in Klammern die Angabe „GS“ oder „PrGS“ (teils mit anschließendem Punkt), ggf. der Jahrgang (meist nur, wenn das Jahr der Verkündung von dem der Ausfertigung abweicht) und schließlich die Seitenzahl gesetzt wird (siehe folgende Beispiele).
Die letzte Ausgabe der Preußischen Gesetzsammlung (Nr. 1/1945) erschien am Dienstag, 17. April 1945, im bereits umkämpften Berlin. Sie enthielt unter der laufenden Nummer 14592 als einzige Veröffentlichung das vom Staatsministerium am 31. März 1945 beschlossene und von Hermann Göring ausgefertigte, am 1. April 1945 in Kraft getretene „Gesetz über die Feststellung des Haushaltsplans für das Rechnungsjahr 1945“. Aufgrund der Kriegsereignisse erschien keine weitere Nummer des Jahrganges.

## Zitierbeispiele
Gesetz betreffend die Ablösung der Reallasten in der Provinz Schleswig-Holstein vom 3. Januar 1873 (GS. S. 3), zuletzt geändert durch Gesetz vom 9. Januar 1922 (GS. S. 7)
 Gesetz betreffend die Ausführung der revidierten Rheinschiffahrtsakte vom 17. Oktober 1868 (PrGS. 1869 S. 798)